# هوراس مک ماهون
هوراس مک ماهون (انگلیسی: Horace McMahon; ۱۷ مهٔ ۱۹۰۶ – ۱۷ اوت ۱۹۷۱) بازیگر اهل ایالات متحده آمریکا بود. وی بین سال‌های ۱۹۳۱ تا ۱۹۶۹ میلادی فعالیت می‌کرد.
مک ماهون حرفه بازیگری خود را در برادوی آغاز کرد و سپس در فیلم ها و سریال های تلویزیونی زیادی ظاهر شد.
از فیلم‌ها یا برنامه‌های تلویزیونی که وی در آن نقش داشته‌است می‌توان به همسر دلخواه من، داستان بازرس، کارآگاه، بیا با من زندگی کن، مادر مجرد، مدرسه اوباش و اراذل، یه مرد لاغر دیگه، ماری آنتوانت، ابوت و کاستلو به مریخ می‌روند، و خواهر من آیلین اشاره کرد.